# 丁伟 (1965年)
丁伟（1965年1月—），汉族，河北滦平人。中华人民共和国政治人物。曾任秦皇岛市委副书记、秦皇岛人民政府市长。

## 生平
曾任承德市副市长，2019年4月出任中共秦皇岛市委副书记，2021年2月当选为秦皇岛人民政府市长。2025年4月不再担任秦皇岛人民政府市长。